# Samuel Umtiti
Samuel Yves Umtiti (* 14. listopadu 1993 Yaoundé) je francouzský profesionální fotbalista kamerunského původu, který hraje na pozici středního obránce za francouzský klub Lille OSC. Mezi lety 2016 a 2019 odehrál také 31 utkání v dresu francouzské reprezentace, ve kterých vstřelil 4 branky.
V srpnu 2020 u něj byla potvrzena nákaza nemocí covid-19.

## Klubová kariéra
V A-týmu Lyonu debutoval v soutěžním zápase Coupe de France 8. ledna 2012 proti týmu AS Lyon-Duchère, který Olympique vyhrál 3:1. Umtiti odehrál kompletní utkání.
V sezóně 2011/12 nakonec s Lyonem Coupe de France (francouzský fotbalový pohár) vyhrál. Na začátku sezóny 2012/13 se klub utkal v Trophée des champions (francouzský Superpohár) s vítězem Ligue 1 - týmem Montpellier HSC, kterého zdolal až v penaltovém rozstřelu poměrem 4:2. Umtiti byl pouze na lavičce náhradníků.
V létě 2016 přestoupil do FC Barcelona.

## Reprezentační kariéra
Umtiti prošel francouzskými mládežnickými reprezentacemi od kategorie U17. Byl členem francouzského týmu U17, který dokráčel do semifinále na Mistrovství Evropy hráčů do 17 let v roce 2010 v Lichtenštejnsku. V semifinále Francouze zastavila Anglie po výsledku 1:2.
Trenér francouzského reprezentačního A-mužstva Didier Deschamps jej zařadil do finální 23členné nominace na domácí EURO 2016 místo zraněného Jérémy Mathieua.

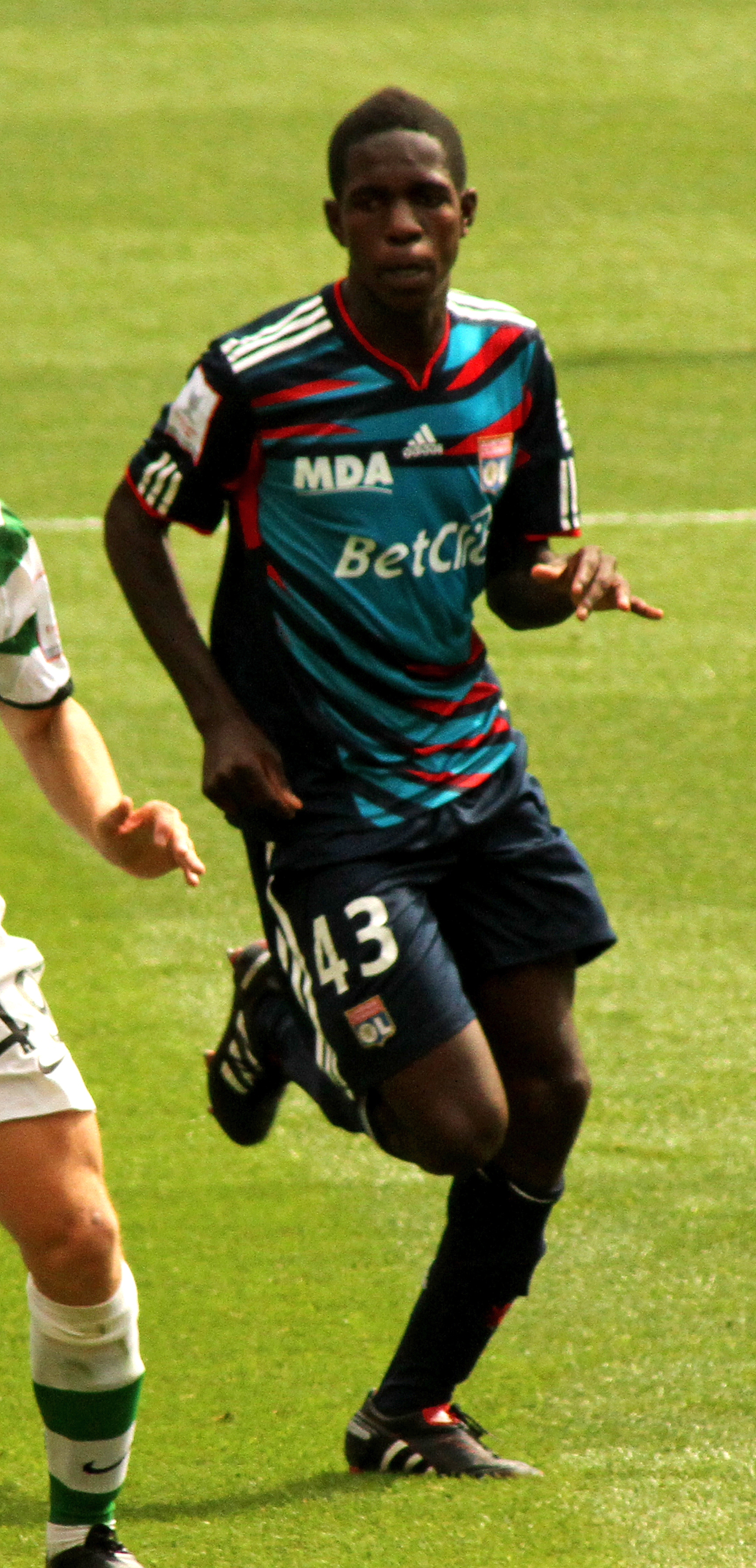
Samuel Umtiti v dresu Olympique Lyon.

## Úspěchy

### Individuální
- Nejlepší jedenáctka podle ESM – 2017/18[9]